# Copelatus leonensis
Copelatus leonensis är en skalbaggsart som beskrevs av Legros 1954. Copelatus leonensis ingår i släktet Copelatus och familjen dykare. Inga underarter finns listade i Catalogue of Life.